# McClung Brothers
Die McClung Brothers, auch als West Virginia Snake Hunters bekannt, waren ein US-amerikanisches Old-Time-Duo aus West Virginia.

## Geschichte
Die Brüder John Edward McClung (* 1. August 1906) und Emery Samuel McClung (* 3. Januar 1910) wurden in Mount Hope bzw. Beckley geboren. Ihre Eltern waren Caroline Elizabeth (Cheetham) McClung und Park Walker McClung, der aus dem Raleigh County stammte. Neben seinem Hauptberuf als Juwelier war Park Walker McClung auch Musiklehrer und Chorleiter der lokalen Kirche. Viele seiner insgesamt 14 Kinder lernten das Singen von ihm. Bereits ab 1918 mussten die Brüder an den Straßenecken in Beckley auftreten, um Geld für die Familie zu verdienen, da es ihrem Vater bedingt durch seine schlechte gesundheitliche Situation nicht möglich war, weiterhin zu arbeiten. Mit den steigenden Fähigkeiten auf der Fiddle und der Gitarre wurden die McClung Brothers bald für Veranstaltungen in der Miner’s Convention Hall engagiert. Besonders beliebt war ihre selbstkomponierte Parodie auf die amerikanische Nationalhymne.

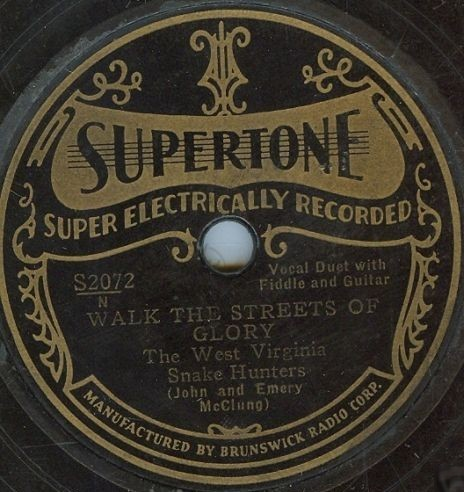
Walk the Streets of Glory, 1927

Anfang der 1920er-Jahre gründeten die Brüder zusammen mit George Ward und John Lanchester die West Virginia Trail Blazers. Mit dieser Stringband tourten die McClung Brothers in einem alten Studebaker quer durch die USA und kamen sogar bis nach Kalifornien, auch wenn sie meistens um West Virginia spielten. Seine Karriere als Schallplattenkünstler startete das Duo im März 1927, als sie nach New York City reisten und für Brunswick Records acht Songs aufnahmen. Das Repertoire reichte von religiösem Liedgut über Fiddle-Stücke bis zu Minstrel-Songs. Der Musiker Carson Robison gab auf zwei der Stücke auch sein Pfeifen zum Besten. Einige der Titel wurden unter dem neuen Bandnamen West Virginia Snake Hunters veröffentlicht, auch wenn die Gruppe nicht auf den Aufnahmen zu hören ist.
1929 spielten die McClung Brothers zusammen mit Cleve Chafin (1885–1959) eine Session für Paramount Records in Chicago ein, die nur vier neue Songs produzierte. Chafin und die McClungs gingen danach wieder getrennte Wege. Keiner der drei Musiker sollte jemals wieder Aufnahmen machen.
Die West Virginia Snake Hunters hatten bis 1934 weiterhin Bestand. Danach spielten die Brüder in einem Gospel-Quartett auf WJLS in Beckley. John McClung gewann 1950 einen Fiddlers Contest in Beckley, in dem Emery den zweiten Rang belegte. Während Emery 1960 starb, ließ John sich in Alexandria, Virginia, nieder, wo er bis zu seinem Tod 1991 lebte.

## Diskografie
Brunswick 119 wurde auch auf Supertone Records veröffentlicht.
| Jahr              | Titel                                                                          | #    | Anmerkungen                                               |
| ----------------- | ------------------------------------------------------------------------------ | ---- | --------------------------------------------------------- |
| Brunswick Records |                                                                                |      |                                                           |
| 1927              | Standin’ in the Need of Prayer / Walk the Streets of Glory                     | 119  | einige Platten erschienen als West Virginia Snake Hunters |
| 1927              | Birdie / The Fun Is All Over                                                   | 134  |                                                           |
|                   | Chicken / Liza Jane                                                            | 135  |                                                           |
|                   | It’s a Long Way to Tipperary / When You Wore a Tulip and I Wore I Big Red Rose | 136  |                                                           |
| Paramount Records |                                                                                |      |                                                           |
| 1929              | Trail Blazer’s Favorite / Alabama Jubilee                                      | 3161 | mit Cleve Chaffin                                         |
|                   | Curtains of Night / Rock House Gamblers                                        | 3179 | mit Cleve Chaffin                                         |